# Лазенко, Александр Романович
Александр Романович Лазенко (1916-1943) — сержант Рабоче-крестьянской Красной Армии, участник Великой Отечественной войны, Герой Советского Союза (1943).

## Биография
Александр Лазенко родился в 1916 году в селе Битица (ныне — Сумский район Сумской области Украины). После окончания начальной школы работал в колхозе. В 1942 году Лазенко был призван на службу в Рабоче-крестьянскую Красную Армию. С мая 1943 года — на фронтах Великой Отечественной войны.
К сентябрю 1943 года сержант Александр Лазенко командовал отделением 520-го стрелкового полка 167-й стрелковой дивизии 38-й армии Воронежского фронта. Отличился во время освобождения Сумской области. 15 сентября 1943 года отделение Лазенко одним из первых ворвалось в город Ромны и отбросило противника, отразив его контратаку. В том бою Лазенко получил ранение, но продолжал сражаться. 24 сентября 1943 года во время битвы за Днепр в районе села Пуховка Броварского района Киевской области Лазенко погиб. Похоронен в селе Ольшанка Сумского района Сумской области.
Указом Президиума Верховного Совета СССР от 13 ноября 1943 года за «мужество и отвагу, проявленные в боях против немецкими захватчиками» сержант Александр Лазенко посмертно был удостоен высокого звания Героя Советского Союза. Также был награждён орденами Ленина и Красной Звезды, медалью «За отвагу».